# V. A. Graičiūnas-Hochschule für Management
Die V. A. Graičiūnas-Hochschule für Management (lit. VŠĮ V. A. Graičiūno aukštoji vadybos mokykla) ist eine private Hochschule für Management, Recht, Tourismus und Logistik. Die Wirtschaftshochschule ist in Kaunas, Laisvės al. 33. Der Gründer ist ein litauisch-amerikanisches Unternehmen UAB „Biznio kolegija“.
Es gibt Regelstudium (3 Jahre) und Teilzeitstudium (4 Jahre). Das Studium wird in Kaunas und Vilnius (seit 2010) organisiert. Der Abschluss ist Berufsbachelor.
Seit 2006 genannt nach Vytautas Andrius Graičiūnas (1898–1952), Management-Theoretiker.

## Studiengänge
- International Business and Communication
- Wirtschaftsrecht
- Tourismus und Hospitality
- Marketing und Sales Management
- Logistics Business Management
- Büromanagement und internationale Kommunikation
- Accounting[1]

## Quelle
1. ↑  Information (Seite nicht mehr abrufbar, festgestellt im Mai 2019. Suche in Webarchiven)  Info: Der Link wurde automatisch als defekt markiert. Bitte prüfe den Link gemäß Anleitung und entferne dann diesen Hinweis. (aikos.smm.lt)